# 4577 Chikako
4577 Chikako је астероид главног астероидног појаса чија средња удаљеност од Сунца износи 2,621 астрономских јединица (АЈ).
Апсолутна магнитуда астероида је 12,2.